# 骨密度
骨密度（こつみつど、Bone Density）とは、単位面積あたりの骨量のこと。BMD（Bone Mineral Density）と表記される場合もある。骨密度の単位はg/cm2。若年成人平均値(YAM)を基準とした割合値(%)を指標として示されることもある。
カルシウムやマグネシウムなどのミネラルが、骨にどれくらい含まれているかの指標となる。一般に20代でピークとなり、その後は徐々に減少する。女性の場合は更年期（閉経）をむかえるとエストロゲンなど骨を維持する女性ホルモンの低下によって男性よりも急速に減少することが知られている。また、男性の場合、前立腺癌で内分泌療法を行なった場合に骨密度の減少が見られるという。
なお、ベジタリアンは一般人より骨密度が低いという調査報告もある。